# Kanton Chenôve
Chenôve is een kanton van het Franse departement Côte-d'Or. Het kanton maakt deel uit van het arrondissement Dijon.

## Gemeenten
Het kanton Chenôve omvatte tot 2014 de volgende gemeenten:
- Chenôve (deels, hoofdplaats)
- Longvic
- Marsannay-la-Côte
- Neuilly-lès-Dijon
- Ouges
- Perrigny-lès-Dijon

Na de herindeling van de kantons bij decreet van 18 februari 2014, met uitwerking op 22 maart 2015, omvat het kanton de gemeenten: 
- Chenôve (nu volledig)
- Marsannay-la-Côte